# منتخب السويد لسباعيات الرغبي للسيدات
منتخب السويد الوطني لسباعيات الرغبي للسيدات (بالسويدية: Sveriges damlandslag i sjumannarugby)‏ هو ممثل السويد الرسمي في المنافسات الدولية في سباعيات الرغبي للسيدات.